# 귀갑

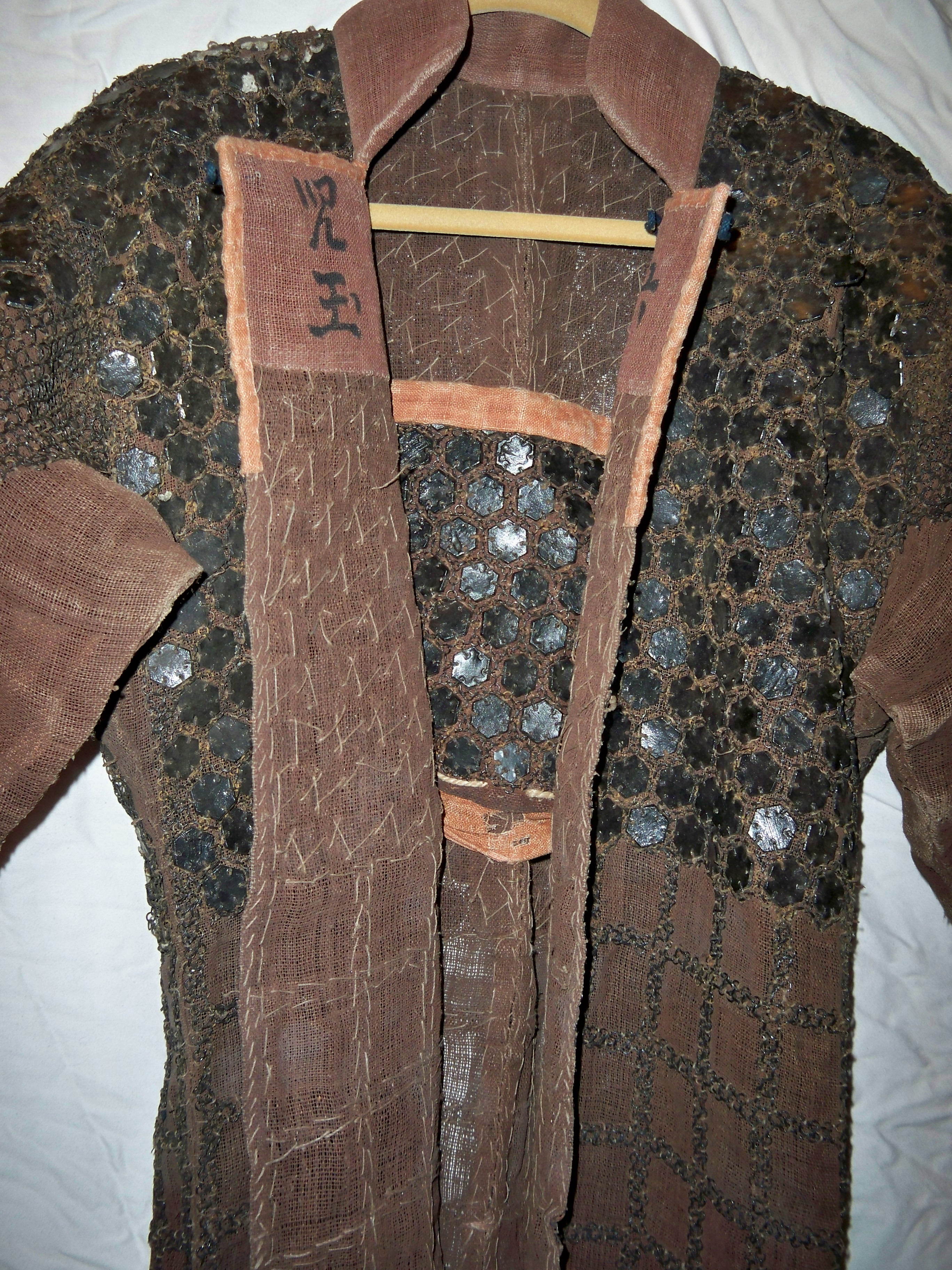
에도 시대의 귀갑.

귀갑(일본어: 亀甲 킥코[*])는 일본 갑옷의 하나로, 두정갑의 일종이다. 육각형 모양의 철판이나 단련한 가죽을 사슬로 연결한 뒤 두 장의 천이나 가죽 사이에 누벼 만들었는데, 그 모양이 마치 거북의 등딱지 같다 하여 "귀갑"이라는 이름이 붙었다.

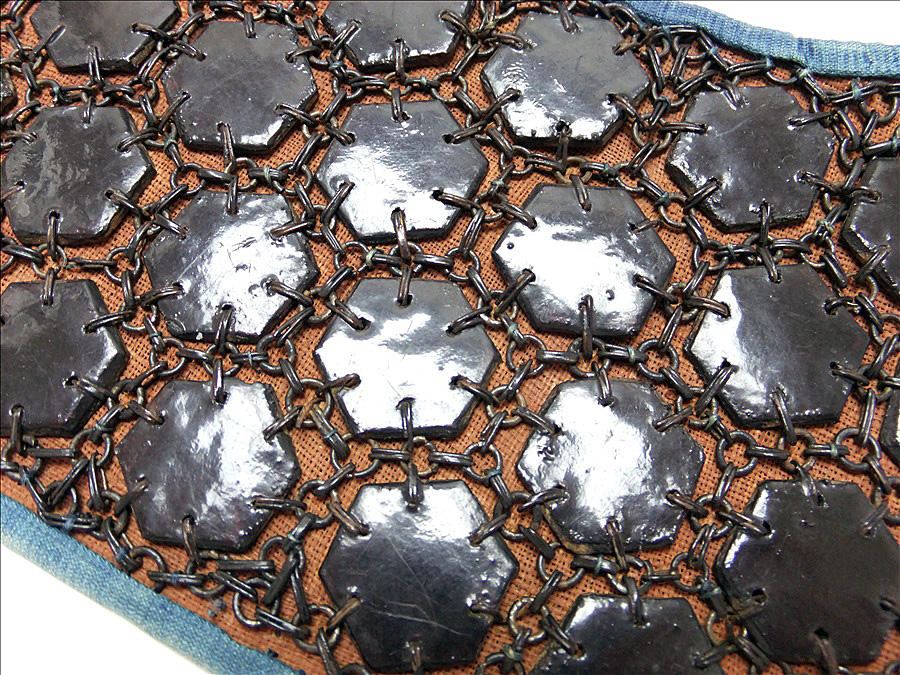
귀갑 안에 누비는 철조각.

## 같이 보기
- 첩동구족
- 두정갑